# Dur Šarrukin (Akkad)
Dur Šarrukin (auch Dur Scharrukin, Dur Šarruken, Dur Scharruken; Mauer/Landfestung des Sargon; sumerisch: A.NUN.AN.A.RU.RU.KI) war ein Ort in der Region Akkad, nahe Opis. Archäologische Belege für Dur Šarrukin aus alter Zeit fehlen bis heute, obwohl es als wahrscheinlich gilt, dass Sargon von Akkad den Ort gründete.
Erst in nachkassitischer Zeit ist Dur Šarrukin in Inschriften und Stelen fassbar, so beispielsweise auf zwei Kudurrus von Nebukadnezar I. sowie in einer Inschrift von Nabonid, der Dur Šarrukin auch als Dur Šarruku bezeichnete.